# ミカド商会
ミカド商会（ミカドしょうかい、1919年7月10日設立 - 1920年1月吸収）は、かつて存在した日本の映画会社である。映画監督となったのちの「日本映画の父」牧野省三が初めて起こした会社である。日活に吸収されるが、牧野の独立はその2年後に本格化する。

## 略歴・概要
1908年（明治41年）来、横田永之助の横田商会、1912年（大正元年）の4社合併後の日活で映画監督として活躍していた牧野省三が、日活からの独立を望み、「教育映画に限る」という約束で日活在籍のまま、1919年（大正8年）7月10日に設立したのが、同社である。顧問に文部省通俗教育調査員の星野辰男を迎えた。
日活時代に牧野の助監督であった金森万象、撮影助手の花房種太、浜田行雄を抜擢、4巻ものの劇映画『都に憧れて』、2巻ものの短篇劇映画『忠孝の亀鑑 小楠公』の脚本を金森に書かせて監督させ、花房・浜田に撮影をさせ、1巻もののドキュメンタリー映画『処女会表彰記念会式（広島県沼隈郡処女会）』を撮影するため、金森と花房を広島県沼隈郡（現在の同県福山市）の処女会に派遣して撮ってこさせた。俳優部は嵐璃珀を除いて、娘の富栄、息子のマキノ雅弘、マキノ満男、異父妹の京子、その夫の片岡市太郎といった牧野の親族であった。いずれも無声映画であり、この3本は、同年11月30日、湯島聖堂構内の東京教育博物館（現在の国立科学博物館）で公開された。
脅威を感じた日活の横田は、そのわずか1か月後1920年（大正9年）1月に同社を吸収、「日活教育映画部」とした。監督の金森は牧野の助監督に戻り、カメラマンの浜田は撮影助手として日活に戻り、花房は東京へ行き、高松豊次郎が「ミカド商会」と同時期に設立した「活動写真資料研究会」製作の鉄道省肝いりの映画『鉄道と公徳』の撮影技師をつとめた。牧野は、ふたたび立ち上がり、翌年6月に「牧野教育映画製作所」を設立するまで、たんたんと尾上松之助主演の映画を日活京都撮影所で監督し続けた。

## フィルモグラフィ
1919年11月30日公開。
都に憧れて
監督・脚本：金森万象 / 撮影：花房種太、浜田行雄 / 出演：マキノ富栄（「牧野富栄」名義）、マキノ満男（「牧野光次郎」名義）、片岡市太郎、牧野京子
忠孝の亀鑑 小楠公
監督・脚本：金森万象 / 撮影：浜田行雄 / 出演：嵐璃珀、マキノ雅弘（「牧野正雄」名義）、片岡市太郎、牧野光次郎
処女会表彰記念会式（広島県沼隈郡処女会）
監督：金森万象 / 撮影：花房種太